# Stenopogon gratus
Stenopogon gratus är en tvåvingeart som beskrevs av Friedrich Hermann Loew 1872. Stenopogon gratus ingår i släktet Stenopogon och familjen rovflugor.
Artens utbredningsområde är Kalifornien. Inga underarter finns listade i Catalogue of Life.